# Geflügelter Blutweiderich
Der Geflügelte Blutweiderich (Lythrum alatum) ist eine Pflanzenart aus der Gattung der Blutweideriche (Lythrum) innerhalb der Familie der Weiderichgewächse (Lythraceae).

## Beschreibung

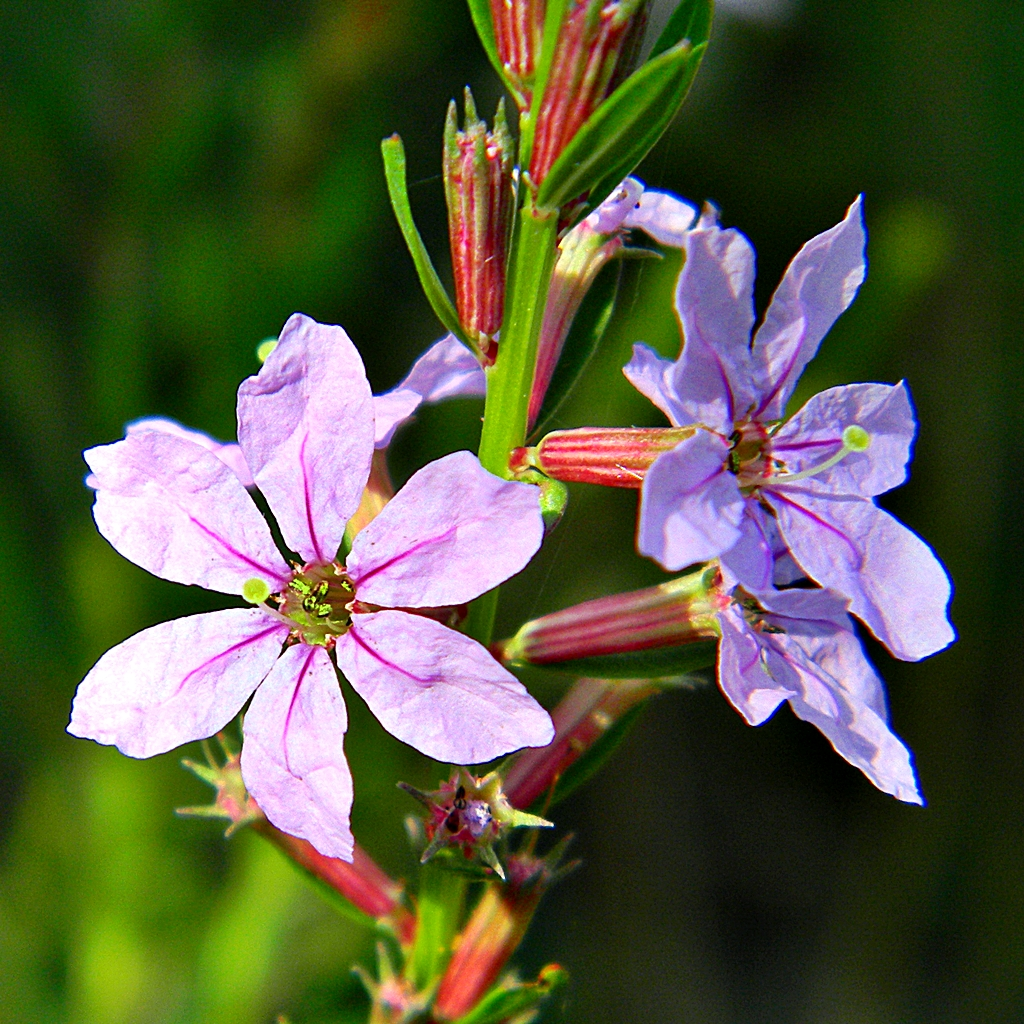
Blüten

### Vegetative Merkmale
Der Geflügelte Blutweiderich ist eine ausdauernde krautige Pflanze, die Wuchshöhen von 50 bis 120 Zentimetern erreicht. Sie bildet unterirdische Ausläufer aus. Die mittleren und oberen Stängelblätter sind meist wechselständig, lediglich die untersten sind gegenständig.

### Generative Merkmale
Die Blütezeit reicht von Juni bis August. Die Blüten sind oft einzeln in den Blattachseln angeordnet. Äußere und innere Kelchzähne sind unterschiedlich lang. Es sind fünf bis sieben Staubblätter vorhanden.
Die Chromosomenzahl beträgt 2n = 20.

## Vorkommen
Sie ist in Nordamerika in der kanadischen Provinz Ontario und in den US-Bundesstaaten Colorado, Wyoming, Ohio, Wisconsin, Rhode Island, Pennsylvania, New York, New Jersey, New Hampshire, Maine, Maryland, Iowa, Indiana, Illinois, District of Columbia, Connecticut, Arkansas, Kansas, Kentucky, Louisiana, Massachusetts, Michigan, Minnesota, Mississippi, Missouri, Montana, Nebraska, Alabama, Georgia, Tennessee, Texas, West Virginia, Virginia, North Dakota, South Dakota, North Carolina, South Carolina sowie Florida weitverbreitet,
Der Geflügelte Blutweiderich gedeiht in den USA in Sümpfen, Gräben, Wiesen und feuchten Standorten in der Prärie.

## Taxonomie
Die Erstbeschreibung von Lythrum alatum erfolgte 1813 durch Frederick Traugott Pursh in Flora Americae Septentrionalis - A systematic arrangement and description of the plants of North America. Volume 1, Seite 334.

## Nutzung
Der Geflügelte Blutweiderich wird selten als Zierpflanze für Gewässersäume genutzt. Er ist seit spätestens 1812 in Kultur.